# 云南千斤拔
云南千斤拔（学名：Flemingia wallichii）为豆科千斤拔属下的一个种。